# 佐々井信太郎
佐々井 信太郎（ささい しんたろう、1874年5月22日 - 1971年8月9日）は、日本の教育者、二宮尊徳研究家。
兵庫県出身。独学で教員検定試験に合格、1903年神奈川第二中学（現神奈川県立小田原高等学校）に赴任、二宮尊徳研究を始める。1922年大日本報徳社副社長となり、1932年「二宮尊徳全集」36巻を刊行。戦後、一円融合会理事長として報徳運動を再開した。1959年「二宮尊徳研究 二宮尊徳の体験と思想」で國學院大學文学博士。神奈川二中での生徒に尾崎一雄がいた。子の佐々井典比古（1919-2009）は小田原の報徳記念館初代館長。

## 著書
- 『二宮先生伝』神奈川県教育会編 中央報徳会 1918
- 『新報徳記』大日本報徳社 1918
- 『二宮尊徳研究』岩波書店 社会問題研究叢書 1927
- 『報徳の精神』大日本報徳社 1929
- 『国民生活建直し方策と新興精神』中央教化団体聯合会 1932
- 『二宮尊徳伝』日本評論社 1935
- 『現下の情勢と生活建直し方策』文部省社會教育局 家庭教育叢書 1936
- 『国民更生と報徳』平凡社 1936
- 『二宮翁夜話の精神』日本精神叢書 日本文化協会 1936
- 『日本精神の表現としての報徳生活』新更会刊行部 1936
- 『報徳生活法の話 報徳入門續篇』二宮尊徳遺業宣揚會 1936
- 『常会の組織とその運営』中央教化団体聯合会 1939
- 『日本の勤労』日本勤労叢書 目黒書店 1940
- 『新日本建設と報徳』平凡社 1947
- 『二宮尊徳の体験と思想』一円融合会 1963

### 共著編
- 『尊徳哲理の教育』共著 国民訓育聯盟編 第一出版協会 1941
- 『二宮尊徳の遺風』編 全日本社会教育連合会 1957
- 『二宮尊徳全集』全36巻 共編 二宮尊徳偉業宣揚会 1927-1932
- 福住正兄『二宮翁夜話 改版増補』改訂校註 報徳文庫 1928　のち岩波文庫
- 『報徳淵叢』編 報徳宣揚会 1932
- 富田高慶『報徳記』校訂 岩波文庫 1933
- 『二宮先生遺訓抄 遺訓抄・道歌選・年表』編 報徳文庫 1935
- 『二宮先生真筆選集』編 二宮尊徳偉業宣揚会 1935

## 伝記
- 『佐々井信太郎略伝』佐々井典比古編 一円融合会 1981